# Harold Cummings
Pour les articles homonymes, voir Cummings.
Harold Cummings est un footballeur international panaméen né le 1er mars 1992 à Panama. Il joue au poste de défenseur central.

## Biographie
International panaméen, il participe à la Gold Cup 2011 puis à la Gold Cup 2013 avec l'équipe du Panama.
Il fait partie de la liste des 23 joueurs panaméens sélectionnés pour disputer la Coupe du monde de 2018 en Russie, la première de l'histoire du Panama. Il participe à un seul match de poules en tant que remplaçant  : face à la Tunisie (défaite 2-1) en rentrant à la place de Gabriel Torres à la 46e minute. 

## Palmarès
- Finaliste de la Gold Cup 2013 avec l'équipe du Panama
- Troisième de la Gold Cup 2015 avec l'équipe du Panama